# 莫伊謝耶夫·尼基塔
莫伊謝耶夫·尼基塔（2006年11月29日—）是一名出生於日本愛知縣刈谷市的職業棒球選手，效力於日本職棒東京養樂多燕子，主要守備位置為外野手。

## 外部連結
- 莫伊謝耶夫·尼基塔在日本職棒官網（英语）
- 莫伊謝耶夫·尼基塔在Baseball-Reference.com（小聯盟以及海外聯盟）（英语）